# Kościół Wniebowzięcia Najświętszej Maryi Panny w Bystrzycy
Kościół Wniebowzięcia Najświętszej Maryi Panny – rzymskokatolicki kościół parafialny należący do parafii pod tym samym wezwaniem (dekanat Lublin – Podmiejski archidiecezji lubelskiej).

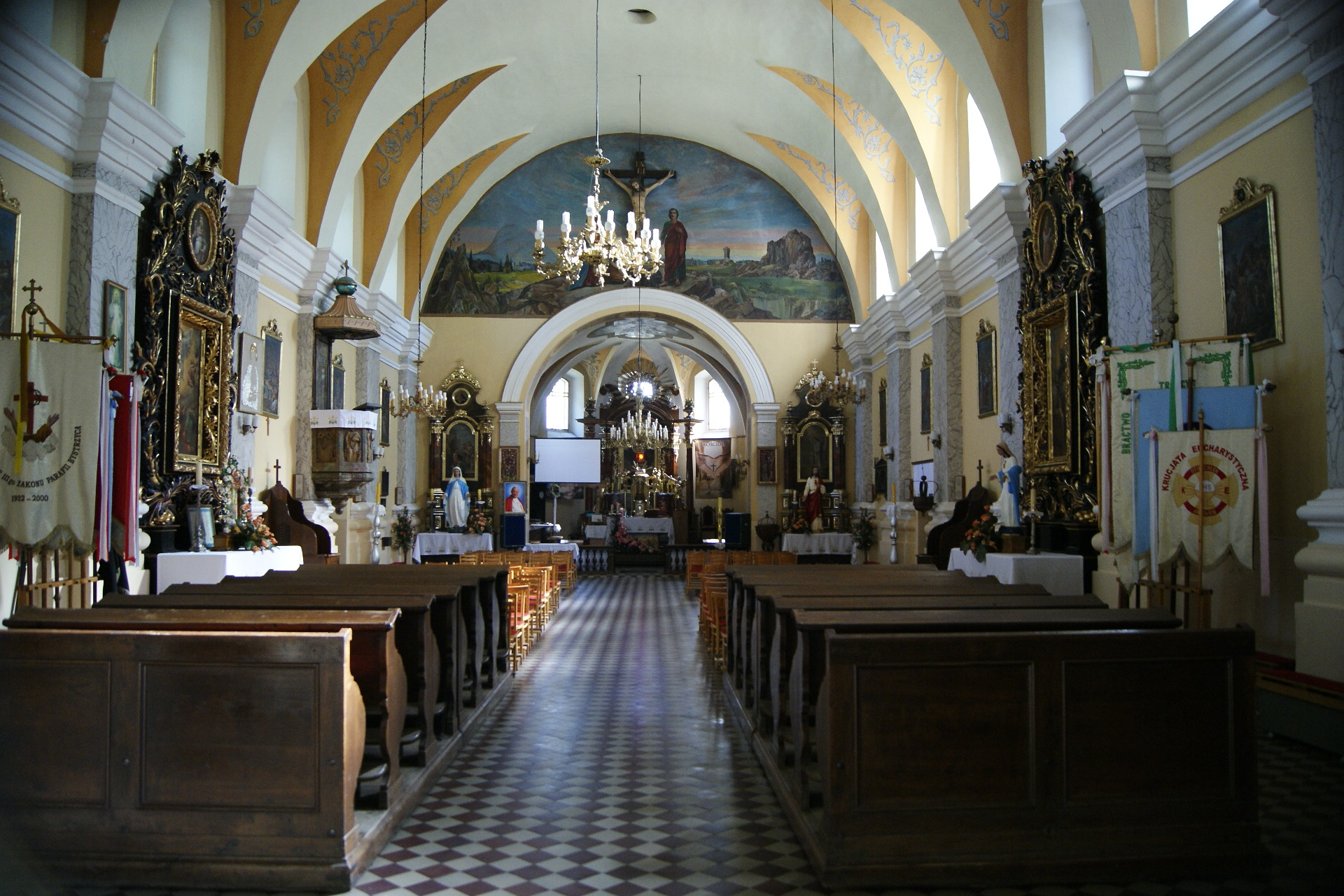
Wnętrze świątyni

Budowla reprezentuje styl późnobarokowy. Świątynia została zbudowana na miejscu dawnego, drewnianego kościoła z początku XVI stulecia. Obecna, murowana z cegły i kamienia, jednonawowa świątynia została zbudowana w latach 1709–1721, dzięki staraniom Jakuba Franciszka Żmudzkiego, kanonika lubelskiego. Wyposażenie kościoła reprezentuje styl barokowy, należą do niego ołtarz główny rokokowy, ozdobiony obrazem Wniebowzięcia Najświętszej Maryi Panny, zapewne z 1775 roku, cztery ołtarze boczne, ozdobione XVIII-wiecznymi obrazami malarzy, m.in. Wojciecha Gersona. W budynku świątyni są umieszczone dwa portale: z prezbiterium do zakrystii i do skarbczyka. Powstały w okresie późnogotyckim, zapewne na początku XVI stulecia. Być może pochodzą z dawnej świątyni drewnianej, która została zbudowana na tym miejscu. Portale są drewniane w wykroju w ośli grzbiet. Kościół posiada również zabytkowe organy.
W 1888 roku świątynia została rozbudowana od strony zachodniej przez proboszcza Jana Ambrożego Wadowskiego. Parafianie uczcili jego pamięć wmurowaną pod chórem muzycznym, epitafijną płytą.